# Klaus Wennemann
Klaus Wennemann (Oer-Erkenschwick, 18 dicembre 1940 – Bad Aibling, 7 gennaio 2000) è stato un attore tedesco.

## Biografia
È conosciuto principalmente per aver interpretato Faber nella serie televisiva Faber l'investigatore.

## Filmografia parziale

### Cinema
- U-Boot 96 (Das Boot), regia di Wolfgang Petersen (1981)
- Out of order - Fuori servizio (Abwärts), regia di Carl Schenkel (1984)
- Der Unsichtbare, regia di Ulf Miehe (1987)

### Televisione
- Faber l'investigatore (Der Fahnder) - serie TV, 90 episodi (1984-1993)
- Das Boot - serie TV (1985-1987)
- Vater braucht eine Frau - serie TV, 6 episodi (1993)
- Un caso per Schwarz (Schwarz greift ein) - serie TV, 41 episodi (1994-1999)
- Corte d'Assise - serie TV (1996-1997)
- Hinter Gittern - Der Frauenknast - serie TV, 8 episodi (1998-1999)

## Doppiatori italiani
- Paolo Poiret in Faber l'investigatore